# 小原ダム (福井県)
小原ダム（おはらダム）は、福井県勝山市、一級河川・九頭竜川水系滝波川に建設されたダム。高さ35.5メートルの重力式アーチダムで、北陸電力の発電用ダムである。同社の水力発電所・滝波川第一発電所に送水し、最大1万2,300キロワットの電力を発生する。

## 歴史

### 建設
福井県勝山市を流れる滝波川は、石川県との県境にそびえる両白山地（加越山地）・赤兎山・大長山に端を発し、勝山市中心部で九頭竜川に合流する、長さ約20キロメートルの川である。滝波川では明治時代から当時の電力会社・京都電灯によって水力発電所の建設が進められ、1908年（明治41年）9月に完成した中尾発電所（600キロワット）を皮切りに、1918年（大正7年）3月に木根橋発電所（650キロワット）が、1919年（大正8年）4月には薬師発電所（547キロワット）が完成している。これら3発電所はのちにいずれも800キロワットに増強され、1942年（昭和17年）に北陸配電に統合。戦後は1951年（昭和26年）設立の北陸電力に継承された。
水力発電により人々に利益をもたらしてきた滝波川であるが、一方では暴れ川としての一面も持ち合わせていた。河川勾配が急で、土砂の流出が多いことが、下流を襲う災害の原因となっていた。1963年（昭和38年）、福井県は滝波川上流において砂防と水力発電を目的とする福井県営ダムとして小原ダムの建設に着手し、1965年（昭和40年）に完成。形式は重力式アーチダムで、弧を描くように湾曲した形状が特徴である。
小原ダム完成と同年、滝波川第一発電所が運転を開始した。同年2月に木根橋発電所が廃止されたが、小原ダムおよび滝波川第一発電所の完成により滝波川の水力発電は大幅な出力増大を果たし、川が氾濫することもなくなったという。1990年代には北陸電力とそのグループ企業である日本海発電によって下流の水力発電所の再開発が実施された。1992年（平成4年）7月に中尾発電所と薬師発電所が廃止され、代わって1995年（平成7年）5月に新薬師発電所（5,000キロワット）が運転を開始している。

### 再開発
2010年（平成22年）3月31日、福井県は滝波川第一発電所ほか6か所の水力発電所と1か所の風力発電所を北陸電力に譲渡した。現在、北陸電力は小原ダムに対し、管理の効率化と安全性の向上を目的に、ダム再開発事業を計画している。
小原ダムではかねてより職員が一年じゅう常駐して管理を行っていたが、山間部に位置することから冬の常駐管理は困難であるとして、遠隔操作ができるように改修することでダムを無人化することにした。また、小原ダムは洪水時に押し寄せる水を放流するための洪水吐として、右岸に高さ7.5メートル、幅6.5メートルの洪水吐ゲートを1門備えているが、もし故障した際は1門しかないことがあだとなって、放流に支障を来し洪水時は危険な状態に陥りかねない。このため、天端部分にゲートレスの洪水吐を設け、既存の洪水吐ゲートは高さ5.3メートル、幅5メートルに縮小し、ダムに堆積した土砂（堆砂）を排出するための排砂ゲートとして用いることにした。この改修によって設計洪水量が220立方メートル毎秒から230立方メートル毎秒へと微増。常時満水位は標高630メートルから628メートルに低下する。北陸電力はダムの模型を作って設計を固め、2011年（平成23年）に着工、2013年7月に竣工した。

## 周辺
勝山市中心市街地から滝波川に沿って国道157号を上流へと進み、途中にある小原の集落から林道を進むと小原ダムに至る。ダム周辺は一般の立ち入りが制限されている。

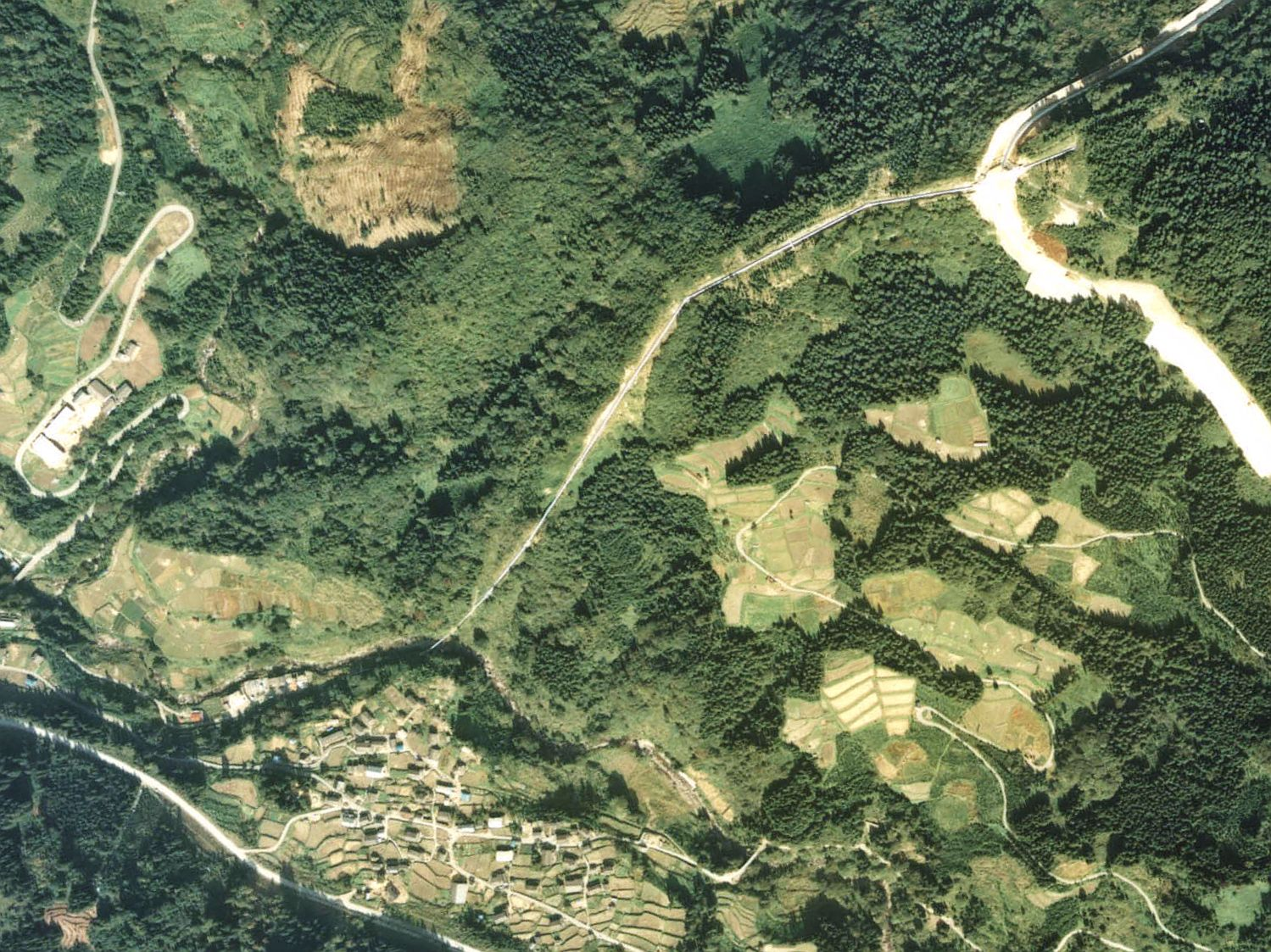
滝波川第一発電所